# Ammothella uniunguiculata
Ammothella uniunguiculata là một loài nhện biển trong họ Ammotheidae. Loài này thuộc chi Ammothella. Ammothella uniunguiculata được miêu tả khoa học năm 1881 bởi Dohrn.